# حكومة سامي الصلح الثانية
الحكومة اللبنانية الرابعة بعد الاستقلال والرابعة بعهد الرئيس بشارة الخوري، ترأس الحكومة سامي الصلح، وتشكلت بموجب المرسوم رقم 3839 بتاريخ 22 آب / أغسطس 1945، ونالت الثقة بموجب 45 صوتاً بالإجماع مع تغيب 3 أعضاء واعتذر عضوين، واستقالت بتاريخ 22 أيار / مايو 1946.

## أعضاء الحكومة
- سامي الصلح رئيساً لمجلس الوزراء ووزيراً للبرق والبريد ووزيراً للتجارة والصناعة والتموين.
- غبريال المر نائباً لرئيس مجلس الوزراء ووزيراً للأشغال العامة.
- حميد فرنجية وزيراً للتربية الوطنية والفنون الجميلة ووزيراً للخارجية.
- يوسف سالم وزيراً للداخلية.
- احمد الاسعد وزيراً للدفاع الوطني ووزيراً للزراعة.
- جميل تلحوق وزيراً للصحة والإسعاف العام.
- سعدي المنلا وزيراً للعدلية.
- إميل جرجس لحود وزيراً المالية.

### تعديلات حكومية
- في 3 نيسان / أبريل 1946 عين إميل جرجس لحود وزيراً للداخلية بالإضافة كونه وزيراً للمالية خلفاً للوزير يوسف سالم.
- في 9 نيسان / أبريل 1946 عين فيليب تقلا وزيراً للاقتصاد الوطني، كما عين بذات التاريخ وزيراً للبرق والبريد خلفاً لرئيس الحكومة الذي كان يتولى الوزارة أيضاً.
- في 11 نيسان / أبريل 1946 عين فيليب تقلا وزيراً للتجارة والصناعة والتموين خلفاً لرئيس الحكومة، كما عين وزيراً للتربية الوطنية والفنون الجميلة خلفاً لحميد فرنجية، كما عين بذات التاريخ سعدي المنلا وزيراً للداخلية خلفاً لإميل جرجس لحود، وعين رئيس الحكومة سامي الصلح وزيراً للعدلية خلفاً لسعدي المنلا.

## وصلات خارجية
- موقع رئاسة مجلس الوزراء الرسمي